# Памятник Василию Алексееву (Шахты)
Памятник Василию Алексееву — бронзовая скульптурная композиция, установленная возле Дворца спорта в городе Шахты Ростовской области 25 декабря 2014 года в честь легендарного штангиста, двукратного олимпийского чемпиона Василия Ивановича Алексеева.

## История
1 декабря 2011 года на похоронах прославленного штангиста, тяжелоатлета Василия Алексеева мэр города Шахты Денис Иванович Станиславов дал обещание: «В городе обязательно появится памятник Василию Ивановичу».

Летом 2012 года был объявлен конкурс на лучший макет памятника. Проект выбирали из восьми вариантов. На конкурс свои работы представили мастера из Москвы, Санкт-Петербурга, Ростова-на-Дону и Шахт. Победителем стал проект ростовского скульптора Дмитрия Васильевича Лындина. Местом для монумента была выбрана территория возле Дворца спорта в городе Шахты Ростовской области, где спортсмен жил, учился, тренировался.
«Алексеев изображен во время победы. Внизу лежит штанга, а спортсмен стоит на постаменте, и его руки подняты вверх. Он всегда так становился, когда побеждал, и это был триумф всего советского спорта». — Дмитрий Лындин, скульптор.
Памятник сделан из бронзы, постамент — из гранита. Общая высота скульптурной композиции составила 5,6 метров. На создание и установку памятника потребовалось два года.

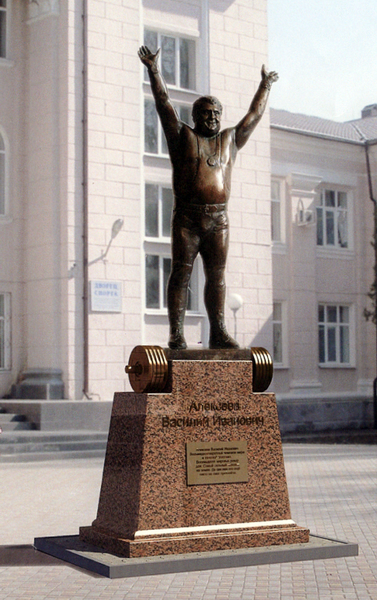
Один из макетов памятника В. И. Алексеева.

Окончательная стоимость возведения памятника составила более шести миллионов рублей. Деньги собирали на протяжении двух лет, строительство приобрело поистине всероссийский масштаб (деньги выделяли спортивные и общественные организации региона при поддержке Федерации тяжелой атлетики России, Администрация г. Шахты и Правительства Ростовской области, горожане, жители не только Ростовской области, но и других регионов страны), а памятник самому сильному человеку планеты получил статус народного.
25 декабря 2014 года в городе Шахты торжественно был открыт памятник легендарному штангисту-тяжелоатлету Василию Ивановичу Алексееву. На мероприятии присутствовали: губернатор Ростовской области Василий Юрьевич Голубев, президент Федерации тяжелой атлетики России Сергей Александрович Сырцов, министр по физической культуре и спорту Ростовской области Юрий Викторович Балахнин, олимпийский чемпион по легкой атлетике Андрей Александрович Сильнов, скульптор Дмитрий Васильевич Лындин, представители Администрации Ростовской области и города Шахты, семья и друзья спортсмена, жители и гости города.

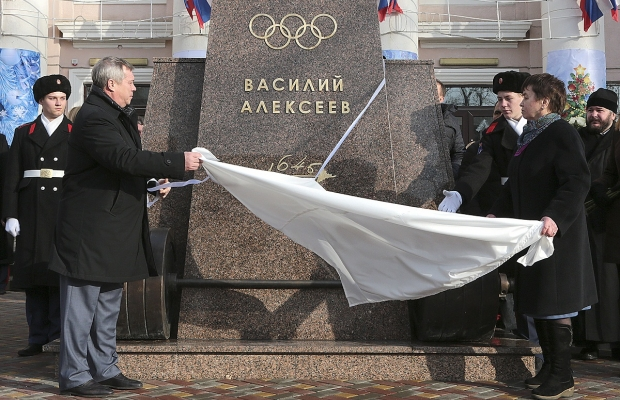
Открытие памятника В. И. Алексееву.
На фото: губернатор Ростовской области В. Ю. Голубев и О. И. Алексеева.

«Огромное спасибо руководству области, города и всем, кто помог сделать этот памятник. Отдельная благодарность скульптору Дмитрию Лындину. Он вложил душу в свою работу. Не случайно, что монумент было решено установить именно возле Дворца спорта. Ведь именно отсюда Василий Иванович шагнул на олимпийский пьедестал». — Олимпиада Алексеева, вдова Василия Алексеева.

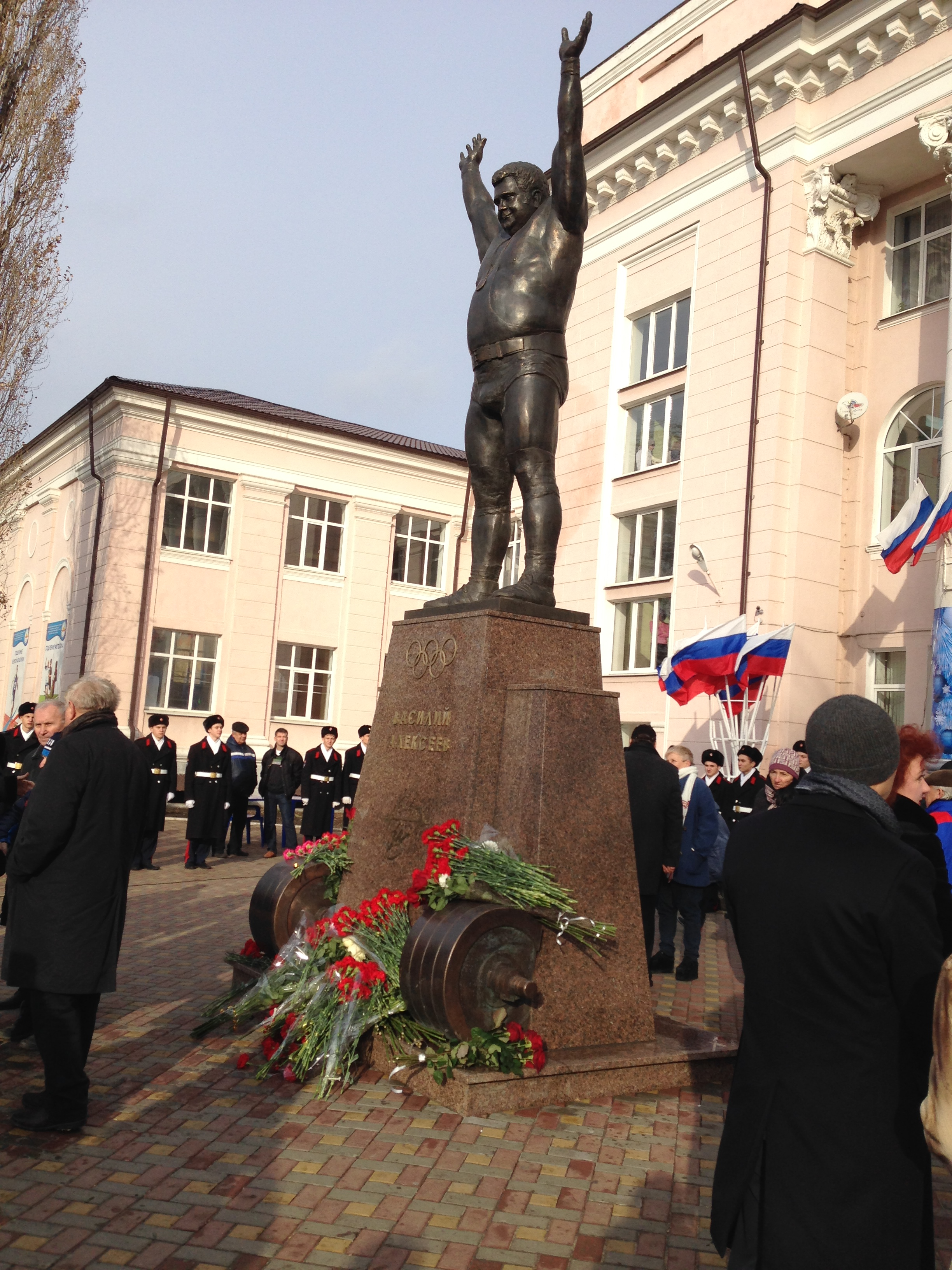
Открытие памятника В. И. Алексееву в городе Шахты.

## Достижения Василия Алексеева
- Двукратный чемпион Олимпийских игр (1972 г. — Мюнхен, ФРГ; 1976 г. — Монреаль, Канада), восьмикратный чемпион мира (1970—1977), восьмикратный чемпион Европы (1970—1975, 1977—1978 г.г.), семикратный чемпион СССР (1970—1976) во 2-м тяжёлом весе.
- Установил 80 мировых рекордов, 81 рекорд СССР.
- Василий Алексеев является обладателем действующего мирового рекорда по сумме трёх упражнений — 645 кг.
- Уникальные достижения В. И. Алексеева занесены в книгу рекордов Гиннесса.

## Память
- Именем Алексеева В. И. названа детско-юношеская спортивная школа № 15 города Шахты Ростовской области.
- Именем Алексеева В. И. назван самолёт Airbus A321-211 (бортовой номер VP-BDC) компании «Аэрофлот». Самолет введен в эксплуатацию 10 сентября 2012 года.
- Именем Алексеева В. И. назван проспект в г. Шахты.
- В. С. Высоцкий посвятил Алексееву В. И. песню «Штангист»[1].
- Изображен на почтовой марке Аджмана — Манама (ОАЭ) 1972 года.
  - Изображен на почтовой марке Республики Гаити 1972 года.
  - 25 декабря 2014 года состоялось открытие памятника Василию Алексееву в г. Шахты Ростовской области.
  - 1 августа 2015 состоялось открытие бюста В. И. Алексеева в г. Армавир, Армения.
  - 14 января 2017 года состоялось открытие монумента, на малой родине Василия Алексеева, в поселке Милославское Рязанской области.
  - 2017 год объявлен Годом легендарного спортсмена, двукратного Олимпийского чемпиона, Лучшего спортсмена XX века, Почетного жителя города Шахты — Василия Ивановича Алексеева. Все спортивные мероприятия в 2017 году проходят в честь его побед и рекордов, в знак благодарности от молодого поколения тяжелоатлетов.